# Pellegra Bongiovanni
Pellegra Bongiovanni (Palermo, eerste helft 18e eeuw -  , 1770) was een Italiaanse dichteres en latiniste.

## Levensloop

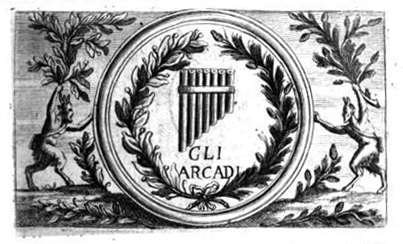
Embleem van de Accademia dell'Arcadia

Bongionvanni werd geboren in Palermo, in het koninkrijk Sicilië. Haar vader was een rondtrekkende schilder. Zo belandde ze als jong meisje in Rome, hoofdstad van de Pauselijke Staat. In Rome leerde ze schilderen, muziek, dans en poëzie.
Bongiovanni geraakte beroemd door het gedicht Risposte a nome di Madonna Laura alle rime di messer Francesco Petrarca in vita della medesima (1763). Hierin diende ze Petrarca tot antwoord onder de pseudoniem Madonna Laura. Ze gebruikte in haar gedicht dezelfde rijmtypes als Petrarca.
Een jaar later, in 1764, was ze een van de lofdichters op het feest van kardinaal Alessandro Albani; de kardinaal hield in zijn villa een feestbanket ter gelegenheid van de verkiezing van keizer Jozef II tot koning van de Romeinen in het Heilige Roomse Rijk. In Rome kreeg haar werk verder lof toegezwaaid van Francesco Saverio Quadrio (1695-1756), jezuïet en literatuurcriticus. Bongiovanni hielp markies Casimiro Drago bij zijn vertaling van Bucolica van Vergilius. Aan de dichter Bernardo Bonaiuto, die haar vroeg wat ze vond van zijn poëzie, stuurde ze een lang antwoord in versvorm. 
Bongiovanni huwde met Iacopo Rossetti, een advocaat. 
Zij werd als vrouwelijke dichter toegelaten tot de literaire vereniging Accademia dell’Arcadia, weliswaar niet in hun hoofdzetel in Rome maar wel in een nevenstichting in Palermo. Ze nam er het pseudoniem Ersilia Gortinia aan.